# José Souto Vizoso
José Souto Vizoso (San Martín de Jubia, Narón, La Coruña, 4 de febrero de 1893-Palencia, 2 de agosto de 1973) fue un obispo católico español. Ocupó el cargo de obispo de Palencia desde 1949 hasta 1970.

## Biografía
Nació en la parroquia de San Martiño de Xubia, perteneciente al municipio coruñés de Narón, en 1893. Tras estudiar la carrera eclesiástica en el Seminario de Mondoñedo, fue ordenado presbítero (1916). Al año siguiente obtuvo la licenciatura en Sagrada Teología en la Universidad Eclesiástica de Santiago de Compostela y ejerció como profesor de Filosofía y Teología en el Seminario de Mondoñedo, del que fue rector. 

### Episcopado

#### Obispo Auxiliar de Santiago de Compostela
En 1945 fue nombrado obispo titular auxiliar de Santiago de Compostela. 

#### Obispo de Palencia
En 1949 fue nombrado obispo de Palencia, cargo que desempeñó hasta su fallecimiento el 2 de agosto año 1973. Dos días después recibió sepultura en la Catedral de San Antolín de Palencia. Como representante del cabildo mindoniense se desplazó a la ciudad castellana para asistir a las honras fúnebres el entonces canónigo y exrector del seminario mindoniense Enrique Cal Pardo. En su calidad de obispo, Souto Vizoso asistió a  las deliberaciones del Concilio Vaticano II. 

## Homenajes
Localidades como Valdoviño o Carrión de los Condes tienen dedicadas calles o avenidas al Obispo Souto Vizoso.